# Johan Liebheart
Johan Liebheart (ヨハン・リーベルト Yohan Rīberuto?) es un personaje de la serie de manga Monster, de Naoki Urasawa. Es el antagonista final y eje central de la trama, aquel al que consideran el «Monstruo» y da nombre a la obra. Es un joven inteligente y sumamente carismático, quien a sus diez años estuvo a punto de morir debido a un disparo. El Dr. Tenma salvó su vida, acción que Johan agradece hasta tal punto que confiesa que a él jamás le haría daño. Es responsable de numerosos asesinatos sin resolver, fuesen cometidos personalmente o induciendo a terceros para su realización, y su oscuro pasado se irá revelando poco a poco a lo largo de la historia. Su seiyū es Nozomu Sasaki. Como actor de doblaje español de la versión de Jonu, es Oscar Barberán quien le da voz a Johan.

## Historia

### Orígenes del Monstruo
Su madre se llama Anne. Nació en 1955 en Praga, en Checoslovaquia. Era una joven extremadamente bella, de pelo rubio y ojos azules, y además, poseía una gran inteligencia. Era la única hija de un maestro de escuela de la región de Moravia, pero sus padres estaban a favor de la democracia, así que fueron eliminados por el Estado. Anne y su mejor amiga, Halenka Novakova, con quince años trataron de cruzar la frontera de Checoslovaquia; Halenka logró llegar a Alemania, donde adoptó el seudónimo de Margot Langer y se convirtió en lo que se hacía llamar eufemísticamente "dama de compañía", pero a Anne la detuvieron y la deportaron de nuevo a Praga. Ahí, acabó estudiando en la Universidad de Ingeniería Genética, en la misma que estudió Gregor Mendel, con tan buenos resultados que sus profesores tenían las esperanzas puestas en su futuro como investigadora.
El padre de Johan era checoslovaco de origen alemán. Era el hijo mayor de un matrimonio alemán que a pesar de todo se quedó a vivir en Bohemia después de la Segunda Guerra Mundial. Se graduó en la Academia Militar, donde le entrenaron para formar parte de la futura élite del país. Su nombre es desconocido. Anne lo conoció en una cafetería de Praga y no tardaron en enamorarse. Pronto ella quedó embarazada con tan solo veintidós años. Al saberlo, él le confesó que aquel embarazo constituía un deber: se había realizado un experimento con decena de parejas elegidas por su constitución física y su capacidad intelectual, para la mejora de los rasgos hereditarios humanos con la eugenesia y lograr crear al Superhombre, y ellos eran una de dichas parejas. Su relación había estado planificada incluso antes de conocerse, que incluso sus propios padres eran parte del proyecto. Él afirmó que solo había cumplido órdenes al acercarse a Anne, pero que se había enamorado de ella en el proceso.
Entonces decidieron huir juntos. Pero su huida no llegó muy lejos, pues los artífices del experimento ya tenían previsto que aquello podía ocurrir. Así que los atraparon y los separaron.
A ella la encerraron en una habitación de un lugar desconocido. Ella quería verle, pero siempre le respondían que su marido había sido designado a otra misión. Más ella nunca desistió en sus peticiones por volver a verle, aunque supiera en el fondo que lo más probable es que él ya no estuviera en este mundo.
Franz Bonaparta la visitaba constantemente para retratarla una y otra vez en sus dibujos mientras sus hijos se desarrollaban sin contratiempos en su vientre: eran gemelos. Ella no tardó en darse cuenta de que ese hombre que la visitaba era el cerebro del experimento. Y ella le juró ante la mirada lactosa de Bonaparta:
"Yo jamás le perdonaré. ¡Le juro que no le perdonaré nunca! Y aunque muera, los niños que están creciendo en mi vientre, se cobraran la venganza".
Transcurridos los nueve meses de gestación, llegó la hora del parto. En cuanto la dejaron en la camilla en la que iba a dar a luz, ella pasó a la acción. La mujer, aguantándose los fuertes dolores, logró escapar por una estrecha trampilla y llegar a la calle por el conducto de ventilación. Sin embargo, a los pocos metros, cayó desmayada al suelo. Había roto aguas. Y Bonaparta la encontró.
Ese mes de mayo de 1975 en Checoslovaquia, en esa habitación de paradero desconocido, nacieron los dos mellizos: un niño y una niña. La madre quiso darles un nombre, pero Bonaparta le prohibió que lo hiciese. Aunque en secreto ella les puso un nombre a cada uno, nombres que se desconocen cuáles fueros.
Se da a conocer en el final del manga que Bonaparta llegó a enamorarse de la madre de los mellizos y que por esa razón al final la dejó huir.
"Carta de amor de la Bestia a la Bella: Me pasaba el día pensando en ti. Te miraba con la intención de devorarte, pero fue al revés; tú me absorbiste a mí primero. Me pregunto qué aspecto tenía a tus ojos estando al borde de la destrucción. Lo que me diste entonces, cuando estuve a punto de desplomarme, el precioso tesoro que me dejaste, aquellos gemelos que parecían ser la vida eterna. El pecado más grave es robarle el nombre a otro. Es hora de devolverte tu nombre, el nombre que te pertenece. Te llamas Anne. Ya solo queda tristeza, tristeza, tristeza, tristeza..." Franz Bonaparta.

### La Mansión de las Rosas Rojas
Finalmente la madre y los dos mellizos lograron huir y se instalaron en una casa detrás de "Las tres ranas" del puente Čedok, en Praga. Como modo de defensa, su madre vestía al niño como si fuese una niña haciéndolo pasar por su hermana para que así el vecindario creyese que solo tenía una hija, ya que Bonaparta buscaba una mujer con dos mellizos y uno de ellos niño.
Durante todo ese tiempo, Anne se carteaba con su amiga Halenka Novakova, hasta que en 1980 el señor Hans Georg Schuwald viajó a Praga, para preguntarle a Anne si conocía el paradero de Halenka, ahora conocida como Margot Langer, quien fue amante suya entre 1975 y 1977 y que lo abandonó hace tres años embarazada de su hijo. Anne y el señor Schuwald estuvieron de pie en la puerta del apartamento de "Las tres Ranas" hablando durante horas, recordando a Margot. Los dos mellizos, detrás de la falda de la madre, escucharon en silencio la conversación.
Sin embargo, en 1981, finalmente Bonaparta descubrió el paradero de la madre y de los niños, y entró en la casa acompañado por varios hombres (uno de ellos, Peter Čapek). Pero ante los ruegos de la mujer accedió a llevarse solo a uno de los dos para sus experimentos. La madre ante la indecisión le concedió uno de sus niños, la melliza, quien fue llevada a la Mansión de las Rosas. Al ser iguales y al no ser distinguidos ni siquiera por ella, se desconoce si a ciencia cierta si sabía quien era cada uno. Como se ilustra en la escena final de Monster, este fue el punto más crucial en la vida de Johan, ya que le dejó la duda si era querido o no por su madre.
La Mansión de las Rosas Rojas, situada en Praga, era un lugar donde Bonaparta llevaba a cabo experimentos de condicionamiento humano con niños a través de la lectura de sus propias obras que contenían mensajes subliminales. Según las conjeturas del General Wolf, piensa que los gemelos pudieron haber nacido en esa casa.
En la Mansión, encerraron a la melliza en una habitación totalmente a oscuras y tocará donde tocará, lo que fuera que había a su alrededor era blando al tacto. Pero la niña sabía perfectamente que alguien le estaba observando. No se oía absolutamente nada, aunque a veces escuchaba un sollozo ahogado que jamás supo de dónde venía. Y luego comenzaron a traerle comida con regularidad; contaba los platos que le traían. Se estima que pasó veintitrés días en la oscuridad de esa habitación porque ese fue el número de platos que le trajeron si supusiésemos que sólo le daban de comer una vez al día. Sin contamos que le daban dos veces, fueron once días y medio. El caso es que después de días, por fin se abrió la puerta, y detrás de la puerta apareció Bonaparta y le dijo la famosa frase suya de:
"Escúchame bien, chica: las personas pueden llegar hasta donde se lo propongan."
Bonaparta la llevó por un largo pasillo y finalmente llegaron a la gran sala principal, encima de la chimenea colgaba el retrato de su madre que el propio Bonaparta pintó. En aquella sala había cuarenta y seis personas, hombres y mujeres, vestidos muy elegantemente que la observaban con admiración y aprobación. Finalmente todos concluyeron que el experimento había sido un gran éxito y brindaron con vino, todos menos Bonaparta. Y las cuarenta y seis personas allí presentes murieron envenenadas. Solo la melliza y Franz Bonaparta quedaron en pie.
Ella echó a correr, para poder escapar, y cuando por fin llegó a las "Tres Ranas", su hermano vino a recibirla. Entonces ella le contó lo que había ocurrido con todo lujo de detalles. Lo hizo durante varios días y noches, una y otra vez. Todos estos hechos Johan los asimiló como recuerdos propios y creyó que las experiencias vividas en la Mansión de las Rosas fueron suyas y no de su hermana. Quizás para proteger a su hermana de esos recuerdos dolorosos. A lo largo de la serie Johan está totalmente convencido de que todas esas experiencias las vivió él.

### Comienzo de su viaje solos
Sobre este tiempo, una persona desconocida (probablemente Bonaparta) visitó las Tres Ranas y le dijo a los mellizos que tendrían que vivir por su cuenta. Después de esto, Johan incendió la casa en la que vivían y huyeron juntos para emprender un camino sin destino, separándose de su madre. Lo único que se sabe de su madre es que ahora está en un monasterio al Sur de Francia. Vagaron sin rumbo, con frío y hambre, y se encontraron con una pareja de mediana edad que se les proporcionó alimentos. Después de comer, los mellizos jugaban en la hierba mientras que el hombre y la mujer debatían sobre adoptarlos o no. Sin embargo, Johan se acercó y les cortó la garganta antes de que pudieran tomar ninguna decisión. Luego regresó adónde estaba Anna y le dijo que se iban porque tenía "un plan". Antes de ser encontrados por el general Wolf se encontraron con las siguientes personas: el tío José y la tía Clara y el señor Bedger. Todos murieron a manos del pequeño.
Según Anna/Nina, ella y Johan caminaron cogidos de la mano entre cadáveres durante días, como si estuvieran ellos dos solos en el mundo. Johan decía que tenía un buen plan. Estuvieron al borde de la muerte, llegando a alcanzar el llamado "Paisaje final". Habían logrado burlar la estricta vigilancia de la frontera y seguían su camino. Pero estaban exhaustos, desnutridos y congelados y finalmente perdieron el conocimiento, derrotados. En lo que creía que eran sus últimos momentos, Anna le pidió a su hermano que dijese su nombre, a lo que este respondió que ellos no tenían nombre. Fue el destino quien quiso que el General Wolf los encontrará a tiempo para salvarles la vida.
Cuando el niño despertó y el General le preguntó cómo se sentía, él le respondió sonriente "algún día lo entenderás". Ni Johan ni Anna tenían un nombre propio, estos nombres fueron puestos por el General Wolf, tomando como base el libro de "El monstruo sin nombre" que cargaba Johan en la mochila. En ese tiempo en el que el General Wolf estuvo cuidando de los mellizos, pudo descubrir el potencial de Johan y lo envió al orfanato Kinderheim 511 en Berlín, Sector de la antigua República Democrática Alemana, para que se hiciese un soldado alemán y convertirlo en un líder.A Anna la trasladó al orfanato 47, en la misma ciudad. Johan nunca le pudo perdonar al General Wolf que lo separara de su hermana, y ese odio le llevaría años después a dejar al General totalmente solo, para que entendiese la soledad que le hizo sufrir al separarlo de Anna. Estos hechos datan sobre 1984, cuando los niños contaban con 9 años.

### El Kinderheim 511
El Kinderheim 511 era un orfanato especial controlado conjuntamente por el Ministerio de Salud Pública y el Ministerio de Interior. Lo crearon los partidos radicales para tener un laboratorio de experimentos donde educar a los niños como soldados perfectos. Allí acogían a delincuentes juveniles, hijos de presos políticos detenidos durante la huida al Oeste o acusados de espías, hijos de criminales. Las discriminaciones y los abusos estaban a la orden del día. A través de experimentos y condicionamientos les cambiaban la personalidad para mejorar artificialmente al ser humano. Dividían a los huérfanos en grupos para observar las disputas internas y el odio que nacía entre unos y otros. Un proyecto destinado a crear individuos despiadados, inmunes, de auténtica sangre fría.
Sin embargo un día, en 1985, el director del Kinderheim 511 murió en extrañas circunstancias, presumiblemente a manos de Johan, y justo después algunos de los instructores iniciaron una fuerte disputa para relevarle en el puesto. Entonces el orfanato cayó en la anarquía más absoluta. Ni siquiera se podía controlar las disputas internas de los niños que eran a muerte.
Johan, que tiene la capacidad de llegar al interior de las personas con solo hablarles, consiguió que todo el orfanato, incluidos adultos, se matarán entre ellos, quedando solo unos pocos vivos. Johan se limitó a observar sentado en una silla como la masacre se sucedía y la sangre corría por todos lados. Cuando el Señor Hartmann, psicólogo especializado en pediatría del Kinderheim 511 perteneciente al Ministerio de Interior le preguntó a Johan qué había hecho, este contestó:
"Yo sólo he acercado un pañuelo impregnado de aceite a una hoguera ardiendo. Donde quiera que haya personas, el odio es inevitable. Yo lo único que he hecho ha sido aliñarlo un poco".
Johan tenía diez años y solo fue un simple detonador. Le confesó al Señor Hartmann que su objetivo era ser el único superviviente del mundo. Johan profetizó que los humanos acabaríamos odiándonos y masacrándonos los unos a los otros
El Gobierno y el Partido prohibieron tajantemente que la noticia de lo ocurrido saliera a la luz. Antes de la caída del muro todos los documentos del orfanato fueron cuidadosamente incinerados y los funcionarios que trabajaron en él han muerto o han desaparecido.
Por aquel entonces, el señor Liebheart, asesor de la oficina de comercio de la República Democrática Alemana, conoció a Johan, e imbuido por su carisma y magnetismo quiso adoptar al chico. Aunque al principio solo le interesaba Johan, este se negó a ir con él a no ser que adoptase también a su melliza Anna, que residía en el orfanato 47.

### Düsseldorf, 1986
Después de esto, los hermanos fueron acogidos nuevamente por el matrimonio judío Liebheart que llegó a la República Federal Alemana en calidad de refugiado político. De ese modo, Johan y Anna llegaron también a la Alemania del Oeste, donde se instalaron en las dependencias que las autoridades dispusieron para ello en la ciudad de Düsseldof, en 1986. Se realizó una rueda de prensa internacional. Durante la misma, ambos niños se retiraron a jugar y Johan le aseguró a su hermana que ella podía tener todo lo que quisiera. Esa misma noche llegó un hombre mientras los niños dormían, un hombre al que Johan denominó como "el monstruo" (Franz Bonaparta). Franz, quien estaba viviendo en Ruhenheim bajo el nombre de Klaus Poppe, los vio en la televisión y fue a realizar una visita a los mellizos. El matrimonio Liebheart lo permitió, y le dejaron ver a los niños mientras dormían. Johan, sin embargo, no estaba dormido y pensó que Franz Bonaparta, ese "monstruo", tenía intención de llevarse a su hermana y a él otra vez. Cuando se fue, mientras Anna dormía, Johan acabó con la vida del matrimonio disparándoles en la cabeza. Al oír los disparos, Anna se despertó y descubrió que el causante de porqué todas las personas que se portaban bien con ellos acababan siempre muriendo era porque su mellizo Johan los asesinaba. Johan, como si no le importará le entregó a su hermana el arma y le dijo:
"Hoy es un día especial, porque hoy ha venido un monstruo, un monstruo que viene a buscarnos. Dame las manos (le entregó la pistola). Agárrala fuerte y dispárame aquí (señalando con el dedo índice la frente). Cuando hayas disparado, limpia la pistola con un trapo y arrójala por la ventana. Tienes que dispararme en la cabeza y cuando lo hagas, huye. Huye para que el monstruo no te alcance. No te preocupes, aunque yo muera, tú eres yo y yo soy tú."
Y Anna así lo hizo. Sin embargo su hermano no murió.
Avisada por los vecinos que habían oídos disparos, la policía llevó a los dos hermanos en ambulancia al Hospital Memorial Eisler de Dusseldorf. Anna estaba en un serio estado de catatonia por el shock emocional, y Johan se debatía entre la vida y la muerte; la bala había entrado por la frente y se incrustó profundamente en el cerebro.
El doctor Kenzô Tenma, un neurocirujano japonés que viajó a Alemania, para presentar la tesis al Dr. Heinemann, director del Hospital Memorial Eisler, era el médico de guardia encargado de dirigir la operación. Sin embargo, cuando estaba todo dispuesto para la operación, el Doctor Tenma recibió una orden directa del Director Heinemann para que abandonase la operación de Johan y en su lugar operase al Alcalde Roedecker de una trombosis cerebral. Roedecker había prometido aumentar las subvenciones al hospital en las próximas sesión extraordinaria de revisión de fondos de la sanidad pública, por lo que no se podían permitir que muriera y necesitaban a su mejor neurocirujano. El Doctor Tenma, en esa ocasión, se negó al favoritismo del hospital y por convicciones éticas y morales decide ir en contra de las órdenes directas de su superior y operar al niño.
La operación duró horas: La bala rozaba la arteria cerebral media, pudiendo producir un desgarramiento y hemorragia interna grave si no se extraía con una precisión milimétrica. Tuvieron que abrir ambos lados de la parte anterior del cráneo y separar el hueso para extirpar la parte dañada, finalmente procedieron a extraer la bala y gracias al increíble talento del doctor Tenma repararon los vasos dañados y Johan sobrevivió.
Sin embargo el Alcalde Roedecker fue atendido por otro médico y murió en la operación, lo que repercutió en el prestigio del hospital y su directiva, a raíz de lo cual el doctor Tenma fue destituido de su cargo como jede del área de neurocirugía, siendo substituido por el doctor Boyear, y el director Heinemann le obligó a olvidarse de ser alguien en el mundo de la medicina, negándole la posibilidad de entregar informes y tesis en las reuniones académicas. Pero como al Hospital Conmemorativo Eisler le interesaba el talento del doctor Tenma, lo amenazó también con tacharlo de "persona inestable" públicamente en caso de que decidiera dejar el hospital y buscar otro centro en el que trabajar. Además como los mellizos (aún ingresados, uno en coma y la otra el estado de shock) comenzaron a recibir un sinfín de regalos de la gente porque los medios de comunicación se volcaron en ellos de modo sensacionalista y lacrimógeno, el sensacionalismo que despertaban generaba publicidad para el hospital y los convirtió en algo muy valioso para el director Heinemann quien decidió apartar del caso al médico responsable, el doctor Tenma, no queriéndole dar a Tenma el privilegio que conllevaba llevar el caso de los dos niños huérfanos. Al mismo tiempo la prometida de Tenma Eva Heinemann, hija del Director, terminó con él al ya no ser una persona influyente.
Totalmente hundido y descubriendo lo corrupto que está el mundo de la medicina, el doctor Tenma hablaba con Johan cuando este estaba en coma, contándole sus miserias y pesares. En una de esas visitas a Johan, tras la anunciación del doctor Boyear como nuevo Jefe de Neurocirugía, confesó que lo más importante para un médico es salvar vidas y que sus superiores "trabajan por dinero y que las personas como ellos mejor estarían muertas". Sin saberlo nadie, Johan ya estaba consciente en esa época y escuchaba atentamente cada una de las palabras de su salvador, y ante la declaración desesperadas del doctor, Johan envenenó con caramelos intoxicados al director Heinemann, al Jefe Cirujano el doctor Oppenheim, y al nuevo Jefe de Neurocirugía el doctor Boyear, causantes de la marginación del doctor Tenma, como agradecimiento a este.
La misma noche de los tres asesinatos, Johan y Anna desaparecen sin dejar rastro en el hospital. Con estas tres muertes Tenma salió muy favorecido, por lo que se convirtió en el principal sospechoso para el Inspector Heinrich Lunge.

### Reinhard Dinger, 1986
Después de asesinar a los Liebheart y recuperar la conciencia en el hospital Hospital Conmemorativo Eisler luego de ser operado por el Doctor Tenma, Johan, con la cabeza vendada y reciente de la operación, escapó del hospital arrastrando con él a su hermana en estado catatónico tras asesinar a Heinemann, Oppenheim y Boyear en agradecimiento al doctor Tenma por haberle salvado.
Pero debido a que aún estaba herido y necesitaba de la ayuda de un adulto para sobrevivir, Johan decidió buscarse un nuevo hogar en el que instalarse. Eligió esta vez a un taxista de treinta y dos años llamado Reinhard Dinger con serios delirios de grandeza. Lo encontró en un parque, cuando Dinger golpeó ferozmente a un hombre que estaba apalizando sin razón ninguna a su perro. Cuando la policía lo detuvo por la agresión, Johan lo defendió. Gracias a la declaración de Johan, los agentes soltaron a Dinger y en agradecimiento Dinger acogió a los mellizos en su apartamento.
Todas las noches Dinger veía las noticias después de cenar y soltaba improperios hablando solo ante la televisión, maldiciendo el mundo lleno de indeseables. "Ahí os muráis todos". Johan le dijo que tenía razón y añadió que el mundo no necesitaba a ese tipo de personas. Entonces Dinger se sintió liberado y con la obligación y derecho de actuar como la mano de Dios exterminando de la tierra a la gente indeseada, a la escoria del mundo. Por supuesto, su ética y moral era de lo más cuestionable.
Entre sus víctimas se encontraban clientes que se subían a su taxi y que comentaban o hacían cosas que Dinger consideraba despreciables e imperdonables, como echarle algo en cara, besarse con la pareja en el asiento detrás de su coche, ir borracho, decir palabrotas o trabajar en prostitución.

### Familia Förtner, 1986
Después de vivir un tiempo con Reinhard Dinger, Johan se marchó de nuevo con su hermana a Heidelberg. Johan tenía todavía su plan, pero Anna aún no se había recuperado del shock emocional, y tras lo descubierto en Düsseldorf con los Liebheart, decidió que tendría que alejarse de su hermana durante un tiempo. Buscó una buena familia para que los acogiese, como siempre siguiendo el mismo patrón. El matrimonio Förtner de mediana edad y sin hijos fue la elegida y no necesitó mucho para que los Fötner les abrieran las puertas de casa. Los Förtner adoptaron legalmente a ambos niños, poniéndole el nombre de Nina Förtner a Anna. Se desconoce si a Johan le cambiaron el nombre, pero a los pocos días, Johan huyó del hogar Förtner, prometiéndose regresar por ella cuando fuese el momento indicado. El matrimonio lo denunciaron como un secuestro, pero al no haber una nota de rescate la policía lo declaró como una fuga voluntaria. Al poco tiempo Anna recuperó la conciencia, pero jamás los recuerdos. Los Förtner la trataron siempre como su hija legitima Nina y nunca le hablaron de ni su hermano ni que era doptada.
En mayo de 1995, Johan regresa en el vigésimo cumpleaños de los mellizos para buscar a su hermana y asesinar a los Förtner.

### Familia Heinau, 1987-1988
Tras huir de los Förtner, con doce años, vivió con la familia Heinau desde marzo de 1987 hasta abril de 1988, bajo el nombre de Franz en Dusseldörf. Por ese entonces entabló amistad con un exmilitar ciego de la marina de un submarino de la Segunda Guerra Mundial, quien le enseñó inglés y francés. Se puede considerar que ese viejo ciego fue lo más parecido que tuvo a un amigo. Según el propio anciano, Johan aprendía con gran velocidad y todos los días lo visitaba para hablar con él. Escuchaba con atención todo lo que le decía, le gustaba escuchar sobre todo sus historias de la guerra, poniendo especial atención en las reacciones de las personas ante el miedo y la muerte. A ese hombre le habló del doctor Tenma y de su hermana Anna. Según él, si Johan le entregó tanta confianza es porque al ser ciego y no conocer su verdadero nombre, jamás podría identificarlo.

### La señora Hanna Kemp, 1988
Apenas se tiene datos, pero en 1994 Johan se puso en contacto a través de cartas sin remitente con Peter Jurgens, de 32 años, culpable de once crímenes sexuales que asesinó a chicas bonitas de entre dieciséis y dieciocho años a lo largo de nueve años. Cuando logró la confianza de Jurgens, Johan le pidió a través de una carta que fuese a la casa señora Kemp de cincuenta y dos años con la que estuvo viviendo en 1988 cuando tenía catorce años, en Kropp Haus, y que fuese al fallado. Cuando Jurgens llegó al sotáno de la señora Kemp se encontró una recreación del sotáno de la casa de su madre, donde esta le pegaba de pequeño. Las fotos de la señora Kemp con Johan habían sido retocadas para que en vez de Johan apareciese la cara de Jurgens y así confundirlo. Jurgens creyó que la señora Kemp era su madre y la asesinó brutalmente.

### Familia Reichmann, 1989
Con catorce años, logró que el matrimonio Reichmann, en Colonia (Alemania), lo adoptase extraoficialmente. Antes de huir, quemó el colegio donde tenían todos los informes registrados para no dejar huellas tras de sí. Su profesora de aquella época a penas lo recuerda pues era un chico extremadamente callado y solitario, sin embargo destacaba por su gran inteligencia. Por esa época se hizo llamar Michael.

### Matrimonio Springer
En esa época fue acogido por el concejal Springer y su esposa en Verden (Alemania) durante un año con el nombre de Erich. Johan engatusó a un hombre con problemas psicológicos para que asesinase a la familia Springer diciéndole que el concejal destruyó un campo de girasoles de su propiedad para hacer un garaje y que tenía una amante. Ese hombre tenía un trauma infantil con su madre que tenía un amante y que paseaba con él (con el hijo) por un campo de girasoles, y Johan atacando a esos puntos débiles y le pidió como favor que eliminase a la familia. Después de matar a los Springer, el asesino se suicidó delante de Tenma. Se desconoce en qué año exacto Johan vivió con los Springer ya que el asesinato del matrimonio fue ejecutado en 1995, pero por esa época, Johan había sido adoptado por los (nuevos) Liebheart (entre 1991 y 1996).

### Años intermedios entre 1990-1996
Con tan solo quince años, Johan fundó el Bilger, un banco de apariencia respetable donde la gente pedía préstamos e ingresaba, invertía y sacaba dinero constantemente. En realidad, el banco Bilger se dedicaba al blanqueo de dinero. Todo el dinero negro que pasaba por ahí se transformaba en un montón de billetes perfectamente legales y en poco tiempo monopolizó todo el capital ilegal del país. La sucursal principal estaba en Dusseldorf, pero tenía otras oficinas en diferentes sitios de Alemania.
Por esa época, Johan recuperó su antiguo nombre, Johan Wilhelm Liebheart, al conseguir que un matrimonio de apellido Liebheart de Brunthal lo adoptase como su hijo en 1991. Este matrimonio Liebheart tuvo un hijo llamado Johan Wilhelm Liebheart nacido el 9 de febrero de 1976 y muerto el 1 de abril de 1978. Johan logró que el Ayuntamiento de Brunthal ardiese en un incendio provocado y se perdieran todo los registros de la ciudad. De ese modo, los Liebheart y Johan aprovecharon para cambiar el registro y volver a dar de alta a su hijo como si estuviese vivo. Esta se convierte en al familia definitiva para Johan, que aceptando la increíble suma de dinero que trajo consigo para la familia, se mudaron a Offenbach en el Land de Hesse y viven ahí hasta la actualidad. Durante los cinco años que vivió con ellos, Johan a penas estaba en casa y los Liebheart jamás se entrometieron en sus asuntos ni cuestionaron de donde sacaba tanto dinero.
En ese mismo año, en 1991, Johan ya comenzó a planear los asesinatos alrededor de Hans Georg Schuwald para dejarlo completamente solo. Estos asesinatos, llamados por la policía como el caso "de la Voz Divina", fueron llevados a cabo por un hombre a encargo, y en todas las escenas de sus crímenes dejó escrito en la pared el nombre de Johan. El asesino de la Voz Divina apuñaló y mató a las personas más importantes en ese momento del señor Schuwald; su asistenta con quién leían justos poemas cuando el señor Schuwald aún conservaba la vista hace veinte años; su chofer, el señor Hans, que le enseñó al Señor Schuwald el arte de observar a las aves en el Bosque de Obenberg; a Ruth Gauk, el director general de la Compañía Dornach, uno de los principales inversores en Baviera, y eterno rival del señor Schuwald. Aunque esa rivalidad escondía una amistad: ambos magnates estaban al mismo nivel de riqueza, éxito e inteligencia, y en el fondo se respetaban y los motivaba a querer mejorar. El Señor Gauk justo antes de morir dijo que tenía una importante reunión de negocios con Johan; y el contable Joachim Hellmer, a quien el señor Schuwald quería que fuera su contable personal, pero este se negó varias veces puesto que decía que sus visiones sobre el dinero eran muy diferentes. Ambos observaban aves en el Bosque de Obenberg
Según la agencia de detectives Helfritsch que el señor Hans Georg Schuwald contrató para encontrar a Margot Langer, la propia Margot Langer de treinta siete años que aún trabajaba de prostituta de lujo, en 1992, mantuvo una relación amorosa con el presidente de cierto banco clandestino que durante cinco años se dedicó al blanqueo de dinero, un hombre que a pesar de su juventud había acaudalado una gran fortuna. Lo más seguro es que dicho banco sea el Banco Bilger, y por lo tanto su amante sería el mismo Johan, aunque dicha información no está contrastada. Sin embargo esta teoría se refuerza con el conocimiento de que tras retirarse de la prostitución en 1993, Margot Langer se trasladó a Offenbach, en el Land de Hesse donde vivió compartiendo piso con Johan. Aunque se desconoce realmente qué tipo de relación mantenían, Margot confesó en una carta que vivió una vida sosegada y feliz a su lado y que estar con él la reconfortaba. Johan, además, le recordaba a su hijo Karl, de la misma edad. Margot desconocía que Johan es uno de los mellizos que su amiga Anna había dado a luz a pesar de que ella misma afirmó que su rostro le recordaba mucho al de su amiga y que guardaban un extraordinario parecido.
Por esa época Johan iba de sucursal en sucursal, dando instrucciones desde aquí y desde allá, pero entre 1995 y 1996 Johan desaparece de pronto sin dejar rastro, dejando caos detrás de sí en una disputa interna por el poder. Los que quedaban no dudaron en sacarse los ojos unos a otros por el dinero que quedaba y la mayoría murieron y la organización se vino abajo. Sin embargo, cuanto un empleado del Banco Bilger decide testificar en contra de la multinacional a la policía, Johan le encarga a Reinhard Dinger que lo asesine.
En la actualidad de la serie, entre 1995 y 1996, Johan se encuentra en Múnich estudiando en la Facultad de Derecho. Su proyecto de investigación trata de "la Convención sobre los Derechos del Niño", vista en la convención de las Naciones Unidas celebrada en el parlamento Europeo en 1989, en el contexto del Derecho Internacional; su tesis se trata de una comparación entre la teoría de los derechos del niño y la realidad más cruda del tratamiento que este recibe cuando comete un crimen. Además trabaja de voluntario cuidando a los niños del orfanato, según él porque "le gusta estar con los niños".